# Paradoks Puśleckiego
Paradoks Puśleckiego – termin w światowej literaturze ekonomicznej nazwany od nazwiska Zdzisława Puśleckiego, określający korzyści i koszty integracji państw słabiej rozwiniętych z krajami wyżej rozwiniętymi oraz uwzględniający w szczególności grupę państw Europy Środkowej i Wschodniej. 
Określenia po raz pierwszy użył prof. Peter Leslie z Queen’s University, w pracy „Globalisation and Regional Systems” wydanej w 2000 roku. Profesor zaprezentował funkcjonowanie paradoksu na Uniwersytecie Laval w Québec, podczas kongresu naukowego Międzynarodowego Towarzystwa Nauk Politycznych.
Paradoks wskazuje, że integrowanie się państw słabiej rozwiniętych z Unią Europejską i gospodarką światową oznacza nie tylko korzyści, lecz również koszty. Osłabienie hegemonialnej roli Unii Europejskiej w stosunku do krajów stowarzyszonych i poszerzenie wynikających z procesów globalizacyjnych korzyści tych państw może przyczynić się do przyspieszenia ich rozwoju ekonomicznego oraz wzrostu partycypacji w integrującym się światowym systemie gospodarek współzależnych. Zgodnie jednak z paradoksem może to powodować także ograniczenie tradycyjnie rozumianej suwerenności gospodarczej, oznaczającej podejmowanie części decyzji ekonomicznych przez podmioty zewnętrzne.